# Leun
Leun är en stad i Lahn-Dill-Kreis i det tyska förbundslandet Hessen. Leun, som för första gången omnämns i ett dokument från år 771, har cirka 6 000 invånare. Leun är beläget vid floden Lahn.